# 바이로이트 대학교
바이로이트 대학교(Universität Bayreuth)는 독일 바이에른주 바이로이트의 1975년에 설립된 공립 대학교이다.

## 같이 보기
- 독일의 교육
- 타임스 고등교육 세계 대학 랭킹